# Біхметково
Біхме́тково (рос. Бихметково) — присілок у складі Артинського міського округу Свердловської області.
Населення — 147 осіб (2010, 164 у 2002).
Національний склад станом на 2002 рік: татари — 96 %.